# Montebuono
Montebuono är en ort och kommun i provinsen Rieti i regionen Lazio i Italien. Kommunen hade 876 invånare (2018).